# ويليام دانيال ماير
ويليام دانيال ماير (بالإنجليزية: William Daniel Mayer)‏ هو سياسي أمريكي، ولد في 30 أكتوبر 1941 بلا بلاتا في الولايات المتحدة. حزبياً، نشط في الحزب الجمهوري. وقد انتخب عضو مجلس النواب لولاية ماريلند.